# Habitat 67

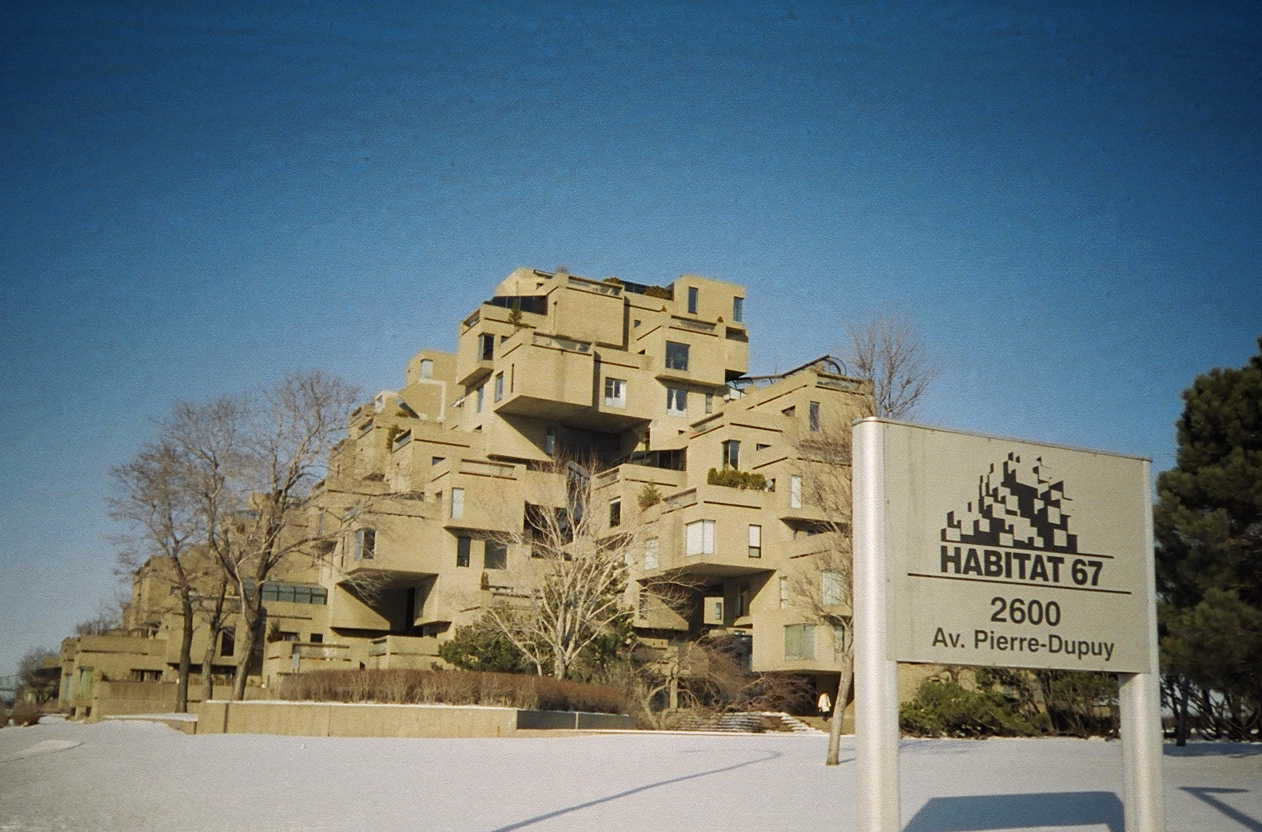
V zimě

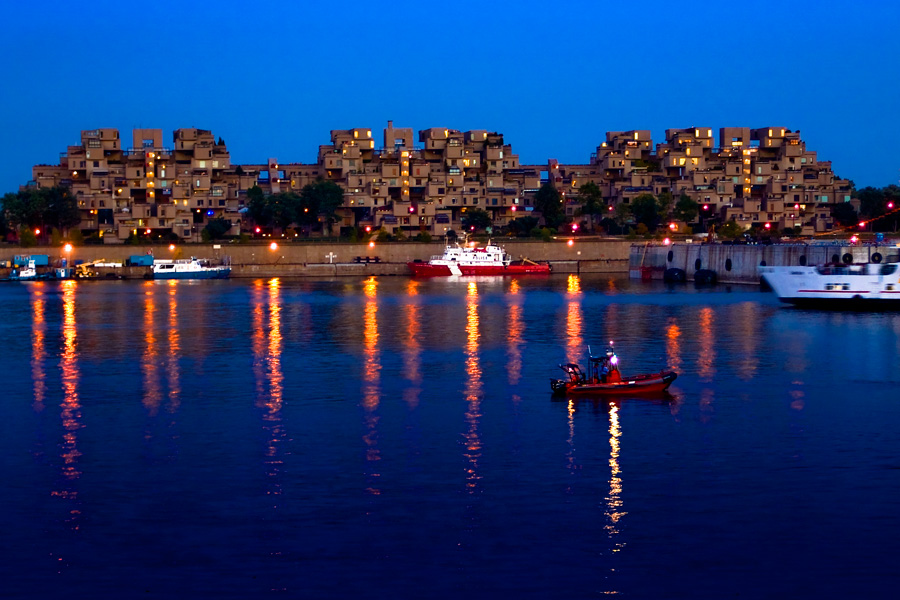
Při západu slunce

Habitat 67 je experimentální obytný objekt v Montrealu, který vznikl podle návrhu architekta Moše Safdieho. Byl postaven v letech 1964–1967 ve stylu moderní a postmoderní architektury (brutalismu).

## Hlavní myšlenka
Habitat 67 je jednou z nejznámějších atrakcí světové výstavy Expo 67, kde 26letý čerstvý absolvent architektury dostal šanci realizovat svůj experimentální diplomový projekt s názvem „A Case for City Living, A Study of Three Urban High Density Housing Systems for Community Development“. Hlavní myšlenkou bylo vytvořit dostupné, sociální a finančně méně náročné ubytování a zároveň zkomponovat zajímavou a novou architektonickou a hmotovou strukturu. Dalším cílem bylo zakomponovat urbanismus do samotné architektury. Paradoxně právě svou výjimečností a hodnotou převratu v historii obytné architektury nabylo bydlení namísto sociálního spíše lukrativní charakter.

## Architektura
Kubistické geometrie a hravá kompozice poskládaná z modulových forem se rozkládá podél řeky svatého Vavřince. „Boxy“ mají patnáct různých půdorysných typů a jsou od sebe navzájem provozně nezávislé. Zároveň jsou jednotlivé moduly různě propojené a svým horizontálním posunem vytvářejí terasy na střeše modulu, který je o patro níže. Vzniká tak soukromý prostor, který přitom umožňuje přísun čerstvého vzduchu, denního světla a má zároveň i další přednosti příměstského prostředí v samotném městě. Nepravidelná až organická prostorová struktura v pohledu připomínající tvar tří zikkuratů. Pěší zóna prochází celým komplexem.

## Technická stránka
Výstavba začala 7. dubna 1966 a skončila 28. února 1967. Jen severní blok byl dokončen až po Expu 67 v roce 1970. Systém se skládá z 354 prefabrikovaných patrových jednotek, které tvoří 158 obytných jednotek o rozloze 56 až 158 m². Původně se plánovalo až 900 jednotek. Betonové prefabrikáty jsou spojovány taženou ocelí. Každý modul – box váží 70 tun.

## Podobné realizace
Habitat se stal předchůdcem nové formy městského bydlení, která představovala východisko nebo inspiraci při dalších projektech:
- Habitat New York 1967
- Habitat Puerto Rico 1968
- Habitat Izrael 1969
- Habitat Rochester 1971
- Habitat Teheran 1976